# 尧奋
尧奋（503年—543年10月28日），字彦举，上党郡长子县（今山西省长治市长子县）人，北魏、东魏官员。 

## 生平
尧奋以宣威将军、给事中为起家官。永安年间，北魏兵乱烽起，尧奋出任都督，升任中坚将军、步兵校尉。当时刘灵助在幽州起兵反抗尔朱兆，尧奋跟随讨伐刘灵助，升任征东将军、金紫光禄大夫，封安夷县开国子。之后尧奋跟随高欢参与韩陵之战，平定邺城，击败尔朱兆等人，升任车骑将军、左光禄大夫，进爵为安夷县伯，很快升任使持节、都督南汾州诸军事、车骑大将军、南汾州刺史、当州大都督，少数民族敬畏忌惮他。西魏行台薛崇礼发兵进攻尧奋，尧奋和薛崇礼交战，大败西魏军队，薛崇礼兄弟等人请求投降，尧奋将他们送到丞相府，因功升任车骑大将军、左光禄大夫。兴和年间，尧奋转任使持节、都督颍州诸军事、骠骑大将军、左光禄大夫、颍州刺史、当州大都督。武定元年九月十五日（543年10月28日），尧奋在颍州城内去世，虚岁四十一，朝廷赠予使持节、都督兖豫梁三州诸军事、骠骑大将军、司空、兖州刺史，谥号武忠，当年十月十六日（543年11月28日）葬于漳水北面。

## 家庭

### 父母
- 尧荣，北魏员外散骑侍郎
- 赵胡仁，南阳郡太守赵某之女，封南阳郡君[5]

### 兄弟姐妹
- 尧雄，东魏骠骑大将军、豫州刺史、城平武恭公
- 尧难宗，北齐征西将军、开府仪同三司、怀州诸军事、怀州刺史、征羌县侯

### 夫人
- 独孤华，北魏泰州刺史独孤眷曾孙女，幽州刺史独孤寿孙女，颍州刺史、顺公独孤某之女，虚龄十八岁嫁给尧奋，天统三年二月廿日在晋阳熙平里去世，虚岁六十二，同年十月戊辰 朔十六日甲申迁葬于邺城西漳水以北尧奋坟旁[1]

### 子女
- 尧僧宝[1]